# Paraturbanella stradbroki
Paraturbanella stradbroki är en djurart som tillhör fylumet bukhårsdjur, och som beskrevs av Eric Hochberg 2002. Paraturbanella stradbroki ingår i släktet Paraturbanella och familjen Turbanellidae. Inga underarter finns listade i Catalogue of Life.